# 摩德文化
摩德文化，英文原文全名為Modernism或Modism（直译：现代主义），大多簡稱Mod，而此次文化族群則稱為Mods，也是中文翻譯摩斯文化的由來，该词语源自modernist（直译：现代主义者）。摩德文化源起於英國1960年代，於中倫敦蘇活區俱樂部出現，且迅速成為第一個青少年的次文化（之後便快速傳遍全英國）。其脈絡最早可追溯至1950年代，當時英國時尚文化受到多重文化影響，最大影響來自美國，1950年代美國搖滾樂盛行，當時年輕人被稱之為「泰迪男孩」（Teddy Boys又簡稱Ted Boys），此風之後傳入英國，遂自行演變成Mod的次文化，其年輕人稱之為Mods（摩斯族）。

## 起因
最早期的Mods，是勞工階級二代，二次大戰結束，士兵返家後，其子女尚在青少年叛逆的年紀，Mods因和父母的代溝、戰後的不安以及英國郊區生活的乏味苦悶，他們想在壓抑的生活中表現自我，年紀輕輕就出外打工賺錢，為了是要去自己喜歡的服裝店逛街買衣服、去咖啡吧煞時間、逛自己喜歡的街角馬路、到舞廳去跳舞、更喜歡去自己喜好的俱樂部談天說地。

藍白紅三色同心圓箭靶圖為Mods的精神

## 速可達男孩
交通工具方面，Mods喜歡進口的義大利偉士牌、蘭美達以及速克達，選擇這些車子的原因有很多，但都大同小異，第一是它有內置式的引擎，騎士可以穿著其昂貴的西服端坐在上面，前板及下踏板不會讓褲管捲入鍊條或弄髒鞋子；第二，據說此文化最盛的地區在今日倫敦南部，此地的英國人體型較為矮小，選擇的車子當然是較舒適的義大利速克達。
因為這些車種都有數不盡的改裝套件，讓Mods這群人有最個性化的表現，每個人都把機車改裝的非常的華麗、非常的亮眼，更凸顯自己穿著的流行度。常常成群結隊的在繁忙的街道上穿梭前進、呼嘯而過，引起路人的注視，所以也有人稱這群人為速可達男孩（Scooter Boy），他們通常分期付款買車，所改裝或加裝的零配件相當昂貴，改裝的經費都可以再買一、二台車了。

## 髮型與服飾
當時最紅的是法國電影，所以為了模仿並追上潮流紛紛留起法式髮型，而身上穿的是剪裁極佳且時尚的義大利西裝及不打褶且改短成七分的西褲，針織領帶和手工製的鞋子也是基本行頭，並且相當注意細節，褲子的長度等小細節都必須分毫不差。
但是騎車時產生了問題，就是該如何保護他們的西裝，解決之道是穿一件附有帽兜的卡其色外套，也就是美軍所使用的大衣Fish-tail M-51與parka M-65。當初二次大戰時英美是盟軍，當初不知起頭者是誰，為了騎車或修車時，不讓污漬沾染裡面昂貴的西裝，而穿上美軍大衣，之後便爭相模仿，也造就了Mods最明顯的身上行頭。

## 摩德文化與搖滾客的關係
在1960年代許多「泰迪男孩」（Teddy Boys）轉變成搖滾客（Rockers，其特徵為穿著皮衣皮褲，戴著鐵鍊騎乘重型機車），並且成為Mods的死對頭。而較後期的Mods，因美國文化的傳入，在美國加州的有錢公子哥的打扮也被模仿，像是穿著弗雷德·佩里的Polo衫，Levi's 的牛仔褲，成為後期的Mods的裝扮，而這些是屬於出身自工人階級的年青小Mods，一些老（早期）Mods無法認同，老Mods總是斤斤計較行頭的正確性，對於品味可是非常挑剔的，而小Mods只隨意穿著休閒服，卻只在意口袋裡跳舞助興的小藥丸，並且在街頭隨時挑釁搖滾客準備械鬥一場，因此可從此分辨出時代的不同。故Mods給人的印象是與暴力犯罪劃上等號的，實際上亦是如此，Mods與搖滾客儼然就是兩個大幫派，時常可在街頭看見兩派人馬鬥毆的場面。

## 音樂
早期（1945—1964）：Mod音樂的誕生。
Mod音樂最初與美國的現代爵士樂有關，但不久又轉向R&B（節奏藍調）。喜愛音樂是Mods共同的特點，尤其是黑人的R&B，他們常聚在一起討論音樂及欣賞音樂，也常去聽歌、跳舞，還自創自己的舞步。對Mods而言，越難掌握的音樂他們越有興趣，因為這凸點了Mods對音樂的獨特品味，像是慢拍搖滾、藍調、R&B、SKA、北方靈魂樂。
中期（1965—1968）：Mod的全盛期。
The Beatles、小臉樂隊、奇想樂團、史賓賽·戴維斯樂隊和谁人乐队這些都是Mod喜愛的樂團。
晚期（1977—1985）：Mod的復興（Mod Revival）。
1979年四重人格這部電影的上映，帶動了Mod的復興，片中講述了1960年代因為出生於勞工階級的Mods，因為無法擺脫現實的桎梏，無法擺脫自己的社會階級，以及生活當中的苦悶。本片還加上Mods最愛的黑人靈魂樂等樂風。
近期（1990之後）：
1990年代席捲英國搖滾樂壇的英倫搖滾復興了1960年代的搖滾樂，Blur、Oasis等為英倫搖滾樂團為其代表。而平凡男孩樂團繼承了他們的風格，平凡男孩樂團於2004年出版了《Over the Counter Culture》專輯，其中的Counter Culture（反文化）指的就是1960年代的Mod次文化。

## 啟後
Mods影響了後來許多的次文化，可說是次文化的始祖。
1. 龐克（Punk）：亦譯「叛客」，由Punk服飾創始人Vivienne Westwood發起，起初係因為和Mods鬧翻了，而創立了Punk風格的服飾。而Punk也是Mods演變出的一支次文化。
2. 光頭黨（Skinheads）：光頭黨正是由頑固摩德（Hard Mods）群體發展而來的，光頭黨的起源可以追溯至1964年，早期使用的名稱有Cropheads、 Lemons、No heads、Prickles和 Spy Kids，到1960年代後期他們已形成了有明顯辨認特徵的次文化，光頭黨與前身摩德族形成明顯對比，光頭黨較衣著隨便，基本衣著是典型工人的短平頭、吊帶以及Levi's牛仔褲、尖領鈕扣的賓舍曼（Ben Sherman）襯衫和Fred PerryPOLO衫、Dr.Marten靴子及Donkey外套...等等基本穿著。
3. 因為Mods喜歡到舞廳交際跳舞，帶動了瑞舞文化（Rave）的產生，可說是最早期的瑞舞舞客，即使到現今還看的見穿著Mods打扮的瑞舞舞客在舞廳跳舞。

## 參閱
- 搖滾文化
- 光頭黨
- Fred Perry
- 賓舍曼
- 蘭美達（英语：Lambretta）
- 偉士牌
- 泰迪男孩（英语：Teddy Boy (youth culture)）
- 四重人格（英语：Quadrophenia (film)）
- 瑞舞
- 次文化

## 外部連結
- 電影Quadrophenia（四重人格）預告片